# Kathleen Sebelius

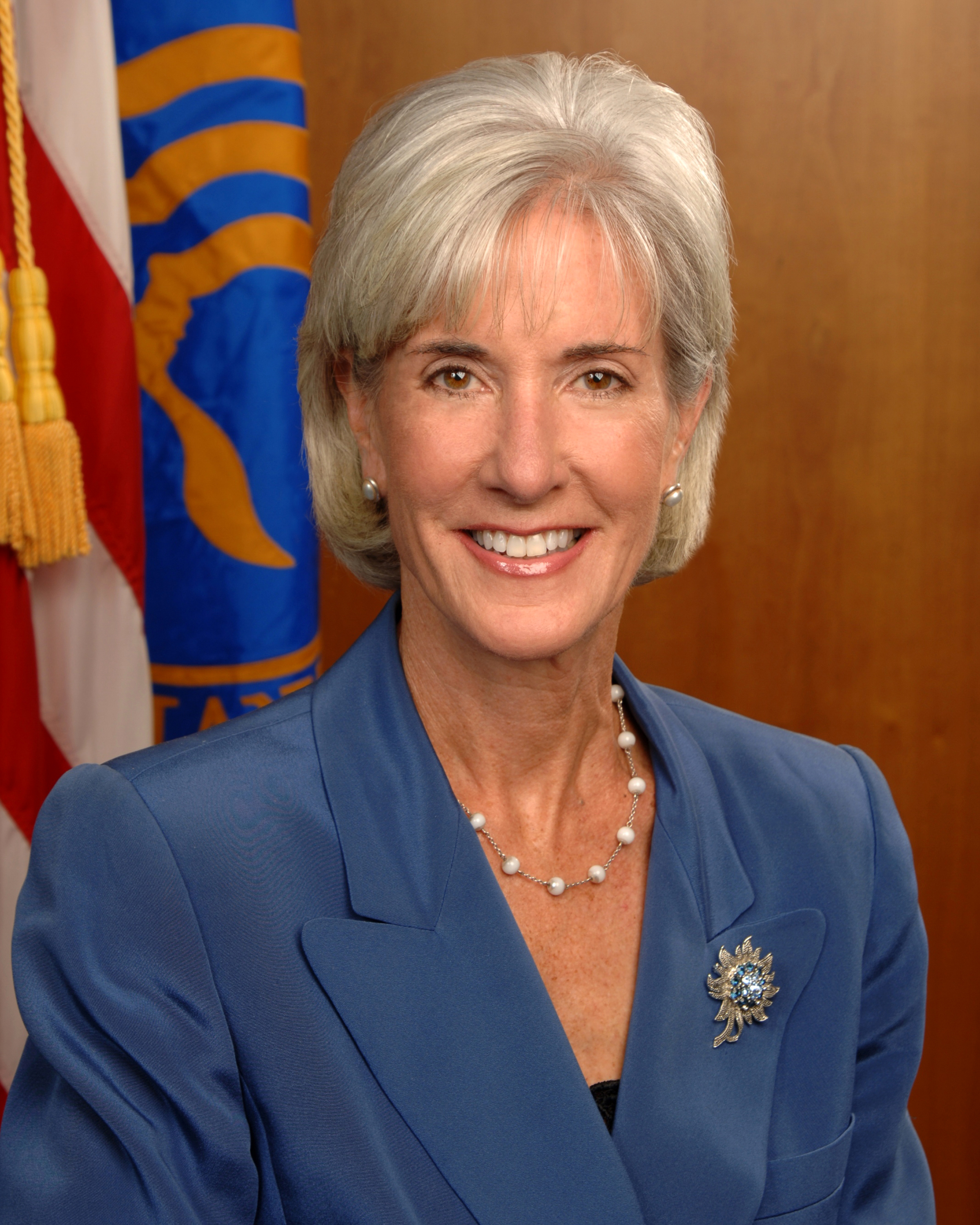
Kathleen Sebelius (2009)

Kathleen Gilligan Sebelius (* 15. Mai 1948 in Cincinnati, Ohio) ist eine US-amerikanische Politikerin der Demokratischen Partei. Sie war vom 28. April 2009 bis zum 9. Juni 2014 Gesundheitsministerin der Vereinigten Staaten im Kabinett von Präsident Barack Obama; zuvor hatte sie seit dem Jahr 2003 das Amt der Gouverneurin des US-Bundesstaates Kansas bekleidet.

## Frühe Jahre und politischer Aufstieg
Kathleen Sebelius ist die Tochter des der Demokratischen Partei angehörenden ehemaligen Kongressmitglieds und Gouverneurs von Ohio (1971–1975) John J. Gilligan und dessen Frau Mary Catherine geb. Dixon.
Die Familie – deren Vorfahren väterlicherseits aus dem irischen County Sligo um die Mitte des 19. Jahrhunderts in die USA eingewandert waren, sich 1857 in Cincinnati niedergelassen und dort 1877 das Unternehmen Patrick Gilligan & Sons gegründet hatten – war stark vom katholischen Glauben geprägt. Kathleen Gilligan (Sebelius) wuchs mit ihren drei Geschwistern – Schwester Ellen und den beiden Brüdern Donald und John – in Cincinnati auf. Nach dem Besuch der Summit Country Day School in Cincinnati, einer katholischen Secondary School (weiterführenden Schule), studierte sie Politische Wissenschaften an der Trinity Washington University, einer römisch-katholischen Universität in Washington, D.C. 1970 schloss sie dieses Studium mit dem B.A. ab.
Schließlich beendete sie ihre Ausbildung an der University of Kansas. Im Jahr 1974 zog sie im Alter von 26 Jahren nach Kansas. Sebelius ist mit K. Gary Sebelius verheiratet und hat zwei Söhne. Sebelius ist Mitglied der Demokratischen Partei und wurde 1986 in das Repräsentantenhaus von Kansas gewählt. Sie behielt dieses Mandat bis 1994. Dann wurde sie für die nächsten acht Jahre Leiterin der Aufsichtsbehörde für das Versicherungswesen in Kansas. Seit über 100 Jahren war sie damit das erste Mitglied der Demokratischen Partei in diesem Amt.

## Gouverneurin von Kansas
Im Jahr 2002 wurde Kathleen Sebelius zur Gouverneurin von Kansas gewählt und am 13. Januar 2003 in ihr neues Amt eingeführt. Ihren Wahlsieg verdankte sie teilweise auch der Zerstrittenheit innerhalb der Republikanischen Partei, deren konservativer Flügel sich mit den liberaleren Kräften in der Partei heftige Auseinandersetzungen lieferte. In ihrer ersten Amtszeit trat sie gegen das Recht ein, in der Öffentlichkeit Waffen zu tragen. Sie legte gegen einen entsprechenden Antrag ihr Veto ein, das aber von der Legislative überstimmt wurde. Hintergrund waren einige Amokläufe in verschiedenen Staaten der USA, bei denen mehrere Menschen erschossen wurden. Sebelius förderte die wirtschaftliche Entwicklung und sorgte durch ihre Politik für neue Arbeitsplätze in ihrem Land. Auch das Schulwesen und die Krankenversorgung wurden ausgebaut. Im Regierungsapparat wurde nach Einsparmöglichkeiten gesucht, so wurden z. B. etwa 700 unnötige Dienstfahrzeuge verkauft. Durch solche Maßnahmen konnte sie ihren Haushalt ohne Steuererhöhungen finanzieren. Im Jahr 2006 wurde Kathleen Sebelius mit 57,8 % der Wählerstimmen in ihrem Amt bestätigt.

## Gesundheitsministerin
Am 28. Februar 2009 fragte Präsident Obama bei Sebelius an, ob sie neue Gesundheitsministerin (Secretary of Health and Human Services) in seinem Kabinett werden wolle; der vorherige Kandidat Tom Daschle hatte wegen Fehlern in seiner Steuererklärung auf das Amt verzichtet. Sebelius nahm das Angebot am 1. März 2009 an; die Bestätigung ihrer Ernennung durch den US-Senat erfolgte am 28. April desselben Jahres mit 65:31 Stimmen.
Sebelius' Amtszeit wurde geprägt durch die Gesundheitsreform 2010 („Obamacare“); die Einführung der allgemeinen Versicherungspflicht war umstritten und wurde von juristischen Auseinandersetzungen begleitet. Am 10. April 2014 erklärte Sebelius ihren Rücktritt. Dieser wurde im Juni desselben Jahres mit dem Amtsantritt ihrer Nachfolgerin Sylvia Mathews Burwell vollzogen.